# أويغورستان
أويغورستان (بالأويغورية: ئۇيغرى ستان)، تعني «أرض الأويغور» هو اسم يستخدمه القوميون الأويغور للإشارة إلى منطقتهم في تركستان الشرقية في الصين الحديثة. هذه المنطقة هي موطن مستقل مقترح للأويغوريين في المنطقة. يُستخدم الاسم ببساطة كاسم بديل لتركستان الشرقية أو سنجان (شينجيانغ)، وهو الاسم الصيني والرسمي للمنطقة، وهو ما يعني «السيادة الجديدة». «أويغورستان» هو الاسم الذي أطلقه الجغرافيون المسلمون القدماء على المنطقة.